# Rober Koptaş
Rober Koptaş (bürgerlich Murat Koptaş, * 1977 in Istanbul) ist ein türkischer Geschichtswissenschaftler armenischer Abstammung, Journalist und seit 2010 der Chefredakteur der türkisch-armenischen Zeitung Agos.
Wie sein ermordeter Vorgänger Hrant Dink wird auch Koptaş von türkischen Rechtsextremen mit Mord- und Hassbotschaften bedroht.

## Biografie
Seine Familie mütterlicherseits stammt aus der Stadt Kastamonu und entging dem Völkermord an den Armeniern im Osmanischen Reich ab 1915 nur deshalb, weil der damalige Gouverneur die Blutbäder zu verhindern versuchte. Seine Familie väterlicherseits stammt aus Sivas und überlebte den Völkermord, weil sie Bäcker waren und somit unter Schutz standen; der Vater Rober Koptaş’ entschied, ihm den Namen Murat zu geben, da er fürchtete, Rober könnte später als Armenier Probleme beim Wehrdienst bekommen.
Koptaş erlernte die armenische Sprache in der Schule, seine Muttersprache war Türkisch. Er wurde sich seiner armenischen Identität erst mit 12 oder 13 Jahren bewusst. Seine Dissertation schrieb er zum Thema der politischen Aktivitäten der Armenier im Osmanischen Reich zwischen 1908 und 1915.
Koptaş arbeitet als Redakteur beim Istanbuler Buchverlag Aras Publishing. Er kritisiert die ständigen abfälligen Äußerungen von Politikern, Offiziellen sowie Journalisten über die armenische Minderheit und betrachtet dies als Versuch, in der Türkei ein starkes Nationalgefühl zu bilden.
So bezeichnete er die entwürdigende Abbildung eines Völkermordmahnmals in Paris durch eine türkische Zeitung als „demütigend“; die Statue selbst zeigt den Geistlichen und Komponisten Komitas Vardapet, die türkische Zeitung bildete ihn mit einem Hund ab, der an sein Gewand uriniert.
Rober Koptaş verlangt von der türkischen Regierung eine Anerkennung des Völkermordes an der armenisch-christlichen Minderheit der Türkei. Er ist seit dem 17. Dezember 2011 mit Delal Dink, der Tochter des ermordeten Hrant Dink verheiratet.